# Celloconcert (Thomson)
Virgil Thomson componeerde zijn celloconcert in de jaren 1945-1946 en completeerde het in 1949-1950. Het is opgedragen aan Virgils vriend, cellist Luigi Silva.
De première werd gegeven door Eugene Ormandy, die leiding gaf aan het Philadelphia Orchestra, solist cellist Paul Olefsky. 

## Compositie
Het werk bestaat uit drie delen, die elk een programmatische titel hebben. Zij verwijzen naar Amerikaanse landschappen. 
1. Riders on the Plains (brede prairies en vergezichten); een dialoog tussen cellist en orkest met daarbij twee cadenzas;
2. Variations on a Southern Hymn (de hymn Tribulation was in de 19e eeuw erg populair in de VS); met een cadenza na de zesde variatie;
3. Children's games, een verwijzing naar zijn eigen jeugd in Kansas City, de (toen) populaire hymn Jesus loves me en een citaat uit pianosonate nr. 6 opus 10, nr 2 van Ludwig van Beethoven.

## Bron
- Uitgave Albany Records